# فلوروهيدريد الآرغون
فلوروهيدريد الأرغون هو مركب لاعضوي له الصيغة الكيميائية HArF وهو أحد المركبات القلائل للعنصر النبيل الأرغون.

## التحضير
حضّر مركب فلوروهيدريد الأرغون لأول مرة من قبل مجموعة بحث فنلندية بإدارة ماركو رايسنين Markku Räsänen وذلك عام 2000.
حضر المركب من خلال مزج الأرغون مع فلوريد الهيدروجين وذلك على سطح من يوديد السيزيوم عند درجات حرارة منخفضة تصل إلى
8 كلفن، أي ما يعادل −265 °س، ومن ثم تعريض المزيج إلى الأشعة فوق البنفسجية.
أظهرت مطيافية الأشعة تحت الحمراء لمزيج الغازات الناتج وجود روابط كيميائية بين غازات الأرغون والفلور والهيدروجين، وذلك على الرغم من ضعفها، وهي روابط حقيقية وليست عبارة عن تجمع لغازات الأرغون وفلوريد الهيدروجين. هذه الروابط تبقى ثابتة عندما تكون درجة حرارة المزيج دون 17 كلفن (−256 °س)، حيث أن تسخينها فوق تلك الدرجة سيفكك المركب إلى الأرغون وفلوريد الهيدروجين.